# Poliana Abritta
Poliana Abritta Martins Ferreira (Brasília, 18 de setembro de 1975) é uma jornalista, repórter e apresentadora brasileira.
Atualmente, apresenta o programa Fantástico ao lado de Maju Coutinho.

## Carreira
Nascida em Brasília, formou-se em Jornalismo pelo UniCEUB. Iniciou sua carreira na Rede Globo, trabalhando no noticiário local DFTV.
Poliana integrou o grupo de apresentadores das edições de sábados do Jornal Hoje. A partir de 2012, cobriu as férias de Christiane Pelajo no Jornal da Globo.
Em 2012 e 2013, Poliana apresentava o documentário Globo Mar juntamente com Ernesto Paglia.
Em agosto de 2014, mudou-se para Nova Iorque para assumir o posto de correspondente da Rede Globo. No entanto, voltou ao Brasil para assumir, em 2 de novembro do mesmo ano, a apresentação do Fantástico substituindo Renata Vasconcellos, cargo que ocupa até os dias de hoje.

## Vida pessoal
Poliana é descendente de italianos. A jornalista possui uma tatuagem de uma orquídea que fez aos catorze anos com autorização de seus pais. A tatuagem chamou a atenção dos telespectadores do na sua estreia no Fantástico.
Poliana foi casada com o arquiteto Glênio Carvalho, com quem teve trigêmeos Manuela, Guido e José. Poliana tinha dificuldades para engravidar o que fez com que usasse o processo de fertilização in vitro.
No ano de 2019, assumiu o namoro com o também jornalista da Globo, Chico Walcacer.